# Theodor Werner (Politiker)
Theodor Werner (* 8. Januar 1884 in Itzehoe; † 17. August 1973) war ein deutscher Politiker (SPD). Er war von 1947 bis 1950 Mitglied des Landtags von Schleswig-Holstein.

## Leben
Werner besuchte die Volksschule und war danach beruflich als Lagerhalter tätig.
Von 1921 bis 1924 war er Gemeindevertreter, Amts- und Gemeindevorsteher in Brunsbüttel. Im Kreis Süderdithmarschen war er bis 1926 Kreistagsabgeordneter sowie Mitglied des Kreisausschusses. Von 1928 bis 1933 war Werner Stadtverordneter in Kiel und Mitglied des Provinziallandtages Schleswig-Holstein. Er war dann als Parteisekretär der SPD tätig.
Bei der schleswig-holsteinischen Landtagswahl 1947 wurde Werner im Wahlkreis 19 (Plön-Süd) als Direktkandidat der SPD in den Kieler Landtag gewählt, dem er vom 8. Mai 1947 bis zum Ende der Legislaturperiode am 31. Mai 1950 angehörte. Als Mitglied des Landtags war er ab dem 8. November 1947 parlamentarischer Vertreter des Landesministers für Arbeit, Wirtschaft und Verkehr. Zudem hatte er während seiner Zeit als Abgeordneter den Vorsitz im Wirtschaftsausschuss des Landtags inne.
Werner nahm am 12. September 1949 an der ersten Bundesversammlung teil, bei der Theodor Heuss zum Bundespräsidenten gewählt wurde.
Er war verheiratet und Vater dreier Kinder.